# Hertingen (Nesselwang)
Hertingen ist ein Gemeindeteil des Marktes Nesselwang im bayerisch-schwäbischen Landkreis Ostallgäu.
Das Dorf liegt südöstlich des Kernortes Nesselwang und nordöstlich des Nesselwanger Gemeindeteils Wank. Westlich des Ortes verläuft die St 2520, nordöstlich erstreckt sich das 37,15 ha große Naturschutzgebiet Attlesee und südöstlich das Hertinger Moos.

## Baudenkmäler
In der Liste der Baudenkmäler in Nesselwang ist für Hertingen die katholische Kapelle Verklärung Christi als einziges Baudenkmal aufgeführt. Bei dem 1711 erbauten und 1770 erneuerten Gebäude handelt es sich um einen Satteldachbau mit geohrten Rundbogen-, sogenannten Herkommer-Fenstern, und mit einem Glockenstuhl.